# Beechcraft C-12 Huron
Sous la désignation Beechcraft C-12 Huron sont regroupées plusieurs versions du Beechcraft King Air et du Beechcraft 1900 commandées par les forces armées américaines. Destiné à l'origine à répondre à un besoin de l'US Army, dans le prolongement des U-21 Ute, le C-12 Huron a depuis été adopté par l'United States Air Force, l'United States Navy et l'United States Marine Corps, et est devenu le vecteur aérien de divers systèmes de surveillance et de reconnaissance électronique (ISR), tels que Cefly Lancer ou les diverses versions de Guardrail. Les versions les plus récentes de ces avions-espions sont entrées en service en 2009 en Irak et en Afghanistan.

## Conception
En 1969 la société Beechcraft développa un modèle plus puissant de son célèbre King Air 100. Le Super King Air 200 dispose de moteurs plus puissants et d'un empennage en T. Dans la même période l'US Army et l'USAF recherchèrent un appareil de transport léger et envisagèrent l'utilisation d'un appareil déjà existant. Beech proposa de modifier son Super King Air. En fait les modifications furent mineures (électronique et équipement militaire), et Beech avait par ailleurs déjà fourni le U-12 à l'US Army. Un premier contrat de 34 exemplaires (US Army et USAF confondus) fut donc signé.

## En service
Le premier C-12 Huron entra en service au sein de l'US Army en juillet 1975 à fort Monroe. L'US Army utilisa principalement ces Hurons en soutien de ses unités et des ambassades américaines de par le monde. L'USAF utilisa le C-12 à des fins d'entraînement aux multi-moteurs et aux liaisons rapides entre ses bases. En 1978 l'US Navy/US Marine Corps reçu ses premiers C-12, renommé UC-12.
L'US Army annonce fin mai 2025 les retirés du service à la fin de l'année.

## Guerre électronique
L'US Army utilisa depuis 1960 des appareils de reconnaissance électronique souvent dérivés d'appareils civils. Le RC-12 Guardail est la version la plus évoluée de ce type d'appareil mise en œuvre par le United States Army Aviation Branch. Par rapport aux autres version du RC-12, la version la plus évoluée, le RC-12K, est équipée d'hélices quadripales, en plus d'équipements supplémentaires lui permettant de remplir simultanément des missions Elint, Comint ou Sigint. Plus de 200 exemplaires, sur les 5 000 King Air construits, furent des RC-12.

## Engagements
La version de guerre électronique (Comint ou Sigint) RC-12 servit pendant la Guerre froide à recueillir des informations sur l'ex-République démocratique allemande et servit également au Vietnam. Pendant les guerres du Golfe, plus de 24 RC-12 Guardail furent mis à contribution pour détecter les émissions radios des pelotons de chars ennemis et diriger ensuite les hélicoptères ou les chars alliés afin de les détruire. Au sein de l'US Navy, les RC-12F sont utilisés sur les zones de tir de missiles afin de s'assurer que cette zone est libre de tout avion ou navire avant le tir. Le 10 janvier 2014, un RC-12 s'est écrasé à Baghram (Afghanistan), et les trois personnes à son bord sont mortes dans l'accident.

## Versions et dérivés

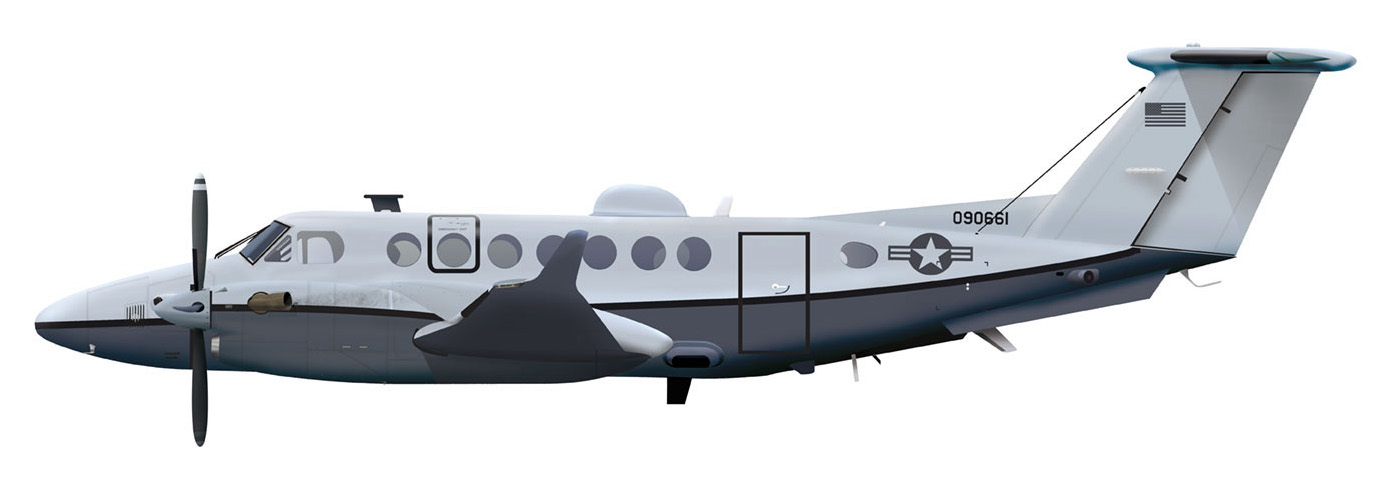
Beechcraft MC 12W Huron ISR missions.

- C-12 A/B/C/D : Version de transport rapide de la US Army.
- C-12 F : Version de transport rapide et d'entraînement de la USAF.
- UC-12 : Version de transport rapide avec porte cargo sur le côté pour l'US Navy, l'USMC et l'US Air National Guard.
- RC-12 Guardail : Version de guerre électronique, retrait prévu fin 2025.
- TC-12B : Version d'entrainement de la US Navy, retiré le 16 mai 2017[3].

## Utilisateurs
- USAF : En novembre 2015 : 16 exemplaires de la version C-12C, 6 C-12D, 2 C-12F, 4 C-12J[4].
- US Navy : En 2020 : 1 RC-12M dans le VXS-1.

## Sources
1. ↑  (en) Tom van den Brook, « Newest Manned Spy Plane Scores Points In War Effort », USA Today,‎ 2 juin 2010, p. 5.
2. ↑  https://www.scramble.nl/military-news/end-of-fixed-wing-isr-turboprops-in-the-us-army?
3. ↑  (en) « Retirement of US Navy TC-12B Trainer Fleet », sur warnesysworld.com, 3 aout 2017 (consulté le 21 décembre 2018).
4. ↑  Arnaud, « Le parc aérien de l’US Air Force en 2015 et en images », sur Avions légendaires, novembre 2015 (consulté le 14 novembre 2015).